# Urmein
Urmein (Reto-Romaans: Urmagn; Italiaans (verouderd): Urmino) is een gemeente en plaats in het Zwitserse kanton Graubünden, en maakt deel uit van het district Hinterrhein.
Eind 2017 telde Urmein 146 inwoners.
De gemeente is gelegen op de Heinzenberg. De weg die vanuit Thusis de tamelijk steile beklimming naar de Glaspas vormt, voert door deze gemeente heen.
In het plaatsje Oberurmein bevinden zich sleepliften en er kan ‘s winters geskied worden.